# Манта (Еквадор)
Ма́нта, повна назва — Сан-Пабло-де-Манта (ісп. San Pablo de Manta) — найбільше місто провінції Манабі та п'яте за чисельністю населення місто Еквадору. В економічному плані Манта є третім за значимістю містом країни.
Манта існувала з доколумбових часів. Це був торговий пост Мантеньйос та інків. Саме з району Манти в гори піднялися племена, котрі завоювали і згодом очолили доінкську еквадорську державу Кітусів.
За останні 50 років населення міста Манта збільшилося до 250 000 осіб. Його головна економічна діяльність — вилов тунця. Також економіка підтримується туризмом і перевалкою вантажів у порту.
Саме в порт Манти прибув Шарль-Марі де ла Кондамін, який очолював французьку місію по вимірюванню розташування екватора в 1735 році. З Манти Кондамін почав свою поїздку всередині країни до Кіто.

## Клімат
Місто знаходиться у зоні, котра характеризується кліматом тропічних саван. Найтепліший місяць — січень із середньою температурою 26.1 °C (79 °F). Найхолодніший місяць — липень, із середньою температурою 24.4 °С (76 °F).
| Клімат Манти            | Клімат Манти | Клімат Манти | Клімат Манти | Клімат Манти | Клімат Манти | Клімат Манти | Клімат Манти | Клімат Манти | Клімат Манти | Клімат Манти | Клімат Манти | Клімат Манти | Клімат Манти |
| Показник                | Січ.         | Лют.         | Бер.         | Квіт.        | Трав.        | Черв.        | Лип.         | Серп.        | Вер.         | Жовт.        | Лист.        | Груд.        | Рік          |
| Абсолютний максимум, °C | 35           | 34           | 34           | 35           | 34           | 35           | 35           | 35           | 32           | 33           | 32           | 32           | 35           |
| Середній максимум, °C   | 30           | 30           | 30           | 30           | 30           | 29           | 28           | 29           | 28           | 28           | 29           | 29           | 29           |
| Середня температура, °C | 26           | 26           | 26           | 26           | 25           | 25           | 24           | 24           | 24           | 24           | 24           | 25           | 25           |
| Середній мінімум, °C    | 22           | 22           | 22           | 22           | 21           | 21           | 20           | 20           | 20           | 20           | 20           | 21           | 21           |
| Абсолютний мінімум, °C  | 17           | 17           | 10           | 17           | 17           | 13           | 16           | 15           | 15           | 14           | 15           | 15           | 10           |
| Норма опадів, мм        | 40           | 90           | 60           | 20           | 0            | 0            | 0            | 0            | 0            | 0            | 0            | 0            | 250          |
| Днів з опадами          | 9            | 11           | 10           | 7            | 4            | 2            | 1            | 1            | 2            | 1            | 2            | 3            | 53           |
| Днів з дощем            | 3            | 6            | 4            | 2            | 1            | 0            | 0            | 0            | 0            | 0            | 0            | 1            | 21           |
| Вологість повітря, %    | 77           | 82           | 81           | 78           | 76           | 79           | 80           | 78           | 79           | 79           | 77           | 75           | 78           |
| ----------------------- | ------------ | ------------ | ------------ | ------------ | ------------ | ------------ | ------------ | ------------ | ------------ | ------------ | ------------ | ------------ | ------------ |
| Джерело: Weatherbase    |              |              |              |              |              |              |              |              |              |              |              |              |              |